# Skalne monastery Orheiul Vechi

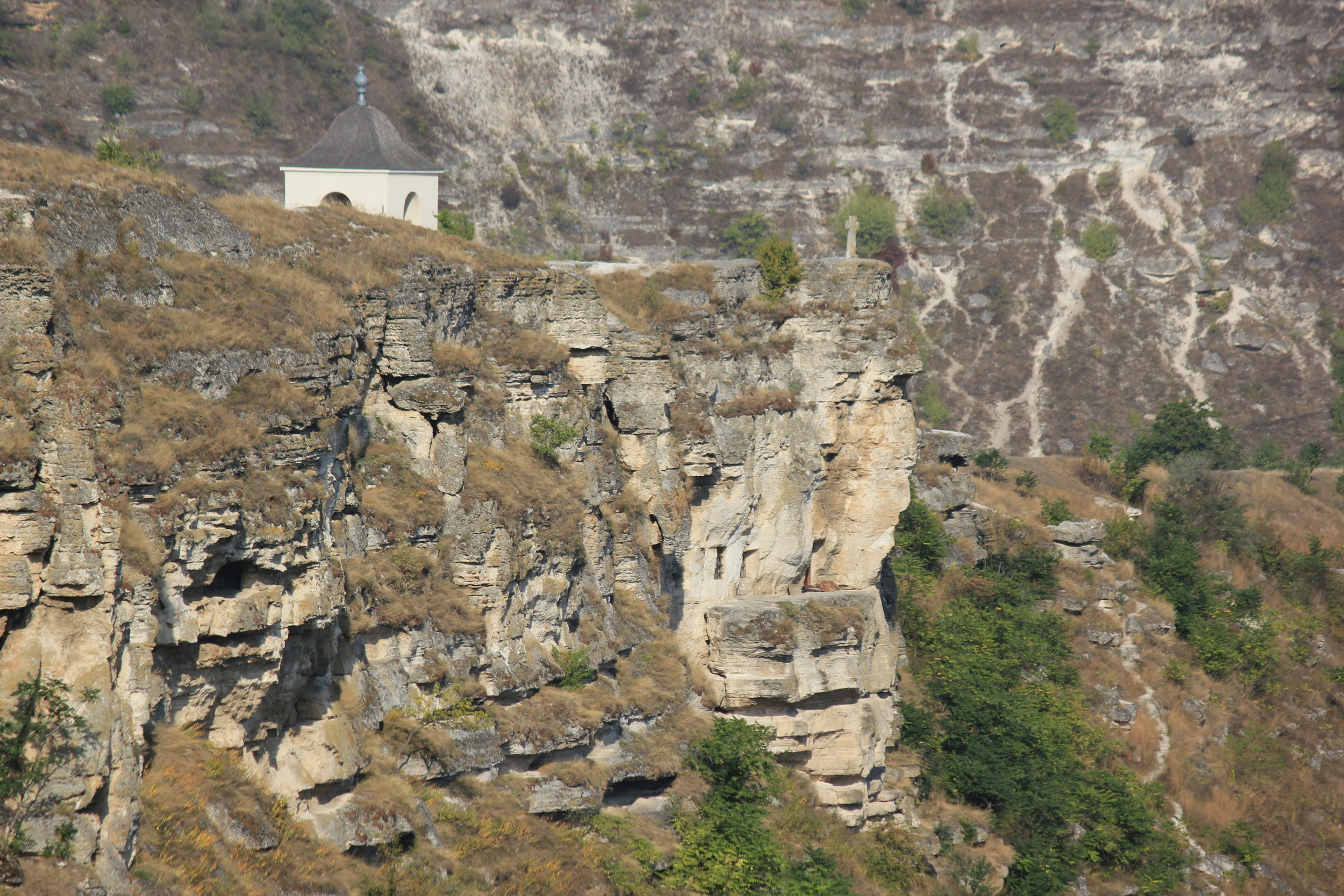
Dzwonnica nad skalną cerkwią monasteru Pestere i skały, w których wykute są cele mnichów

Skalne monastery Orheiul Vechi – męskie klasztory prawosławne w regionie Orheiul Vechi, wykute w skałach nad brzegiem Răutu, powstałe między XIII a XVII stuleciem, czynne do wieku XIX. Jeden z nich, Peștere, w 1996 został reaktywowany.

## Historia i opis

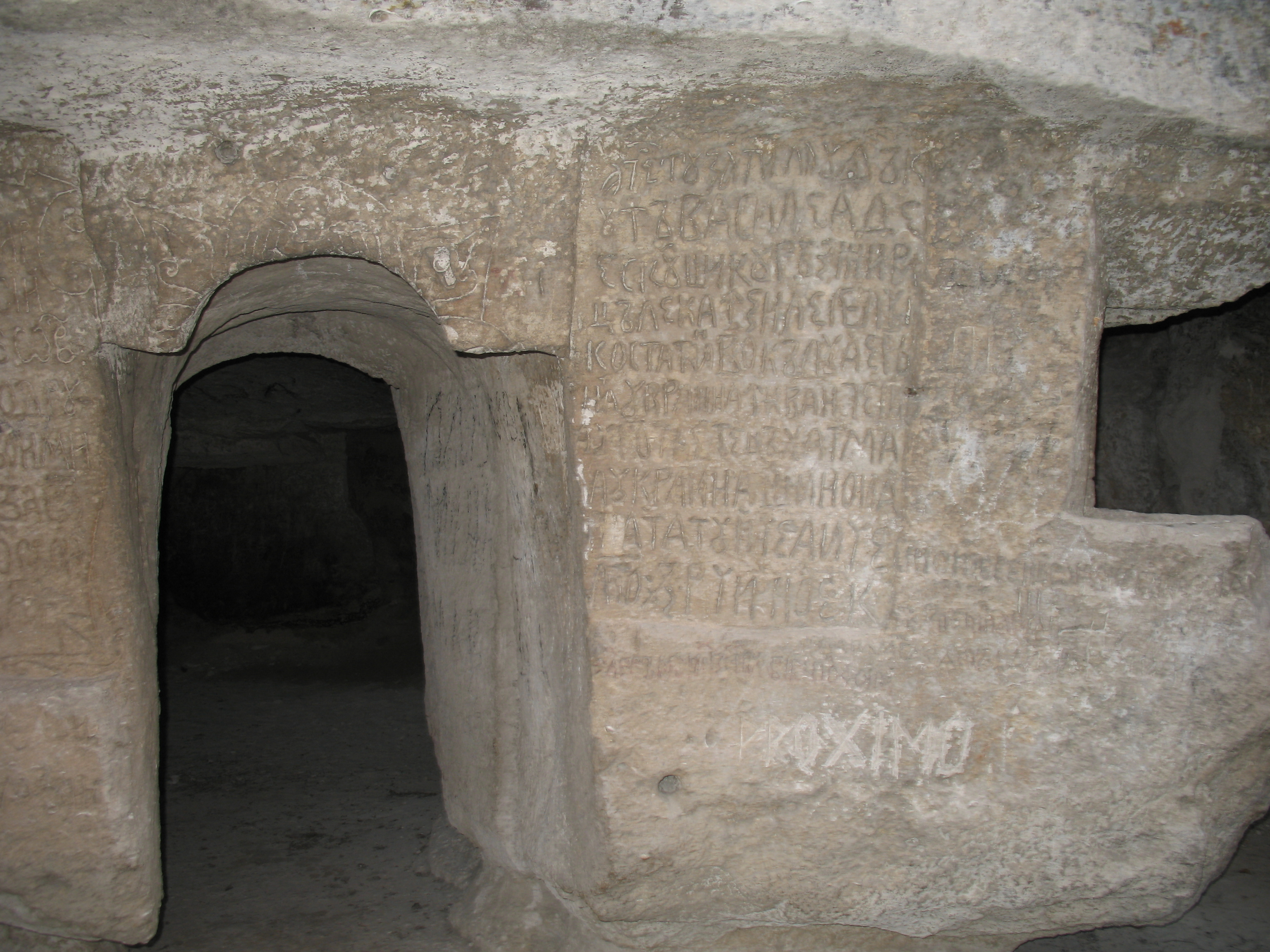
Monaster Bosie

Według badań archeologicznych w Orheiul Vechi mogło istnieć nawet ok. stu ośrodków życia monastycznego. Najważniejsze wśród nich były monastery Peștere i Bosie położone na północ od Butuceni. Były one w całości położone w pieczarach, miały własne podziemne cerkwie i galerie, do których przylegały cele mnichów. Skromniejsze architektonicznie, lecz większe pod względem liczby mnichów, były kolejne klasztory usytuowane na południe od Butuceni: Holm, Stanca Corbului i Chilior.
Monaster Peștere (dosł. pieczary) został założony w XIII w. i był czynny do 1816. Skalna cerkiew tego klasztoru złożona jest z nawy, pomieszczenia ołtarzowego i przedsionka. Najbardziej wysuniętym na północ kompleksem klasztornym jest monaster Bosie ze skalną cerkwią Matki Bożej złożoną z przedsionka i jednej nawy. Nad jednym z wejść do świątyni znajduje się cerkiewnosłowiańska inskrypcja informująca o fundatorze (pyrkalabie Bosie i jego rodzinie) i wskazująca rok 1713 jako czas powstania obiektu sakralnego. Monaster z pewnością istniał jednak już w wieku XV–XVI.
W monasterze Stanca Corbului znajdowało się ok. dwudziestu cel mniszych położonych na czterech poziomach. W jego pieczarach zachowały się średniowieczne inskrypcje naskalne. Trudno dostępny monaster Holm oraz monaster Chilior, znany także jako skit św. Rafała, z cerkwią Matki Bożej, były ośrodkiem hezychazmu.

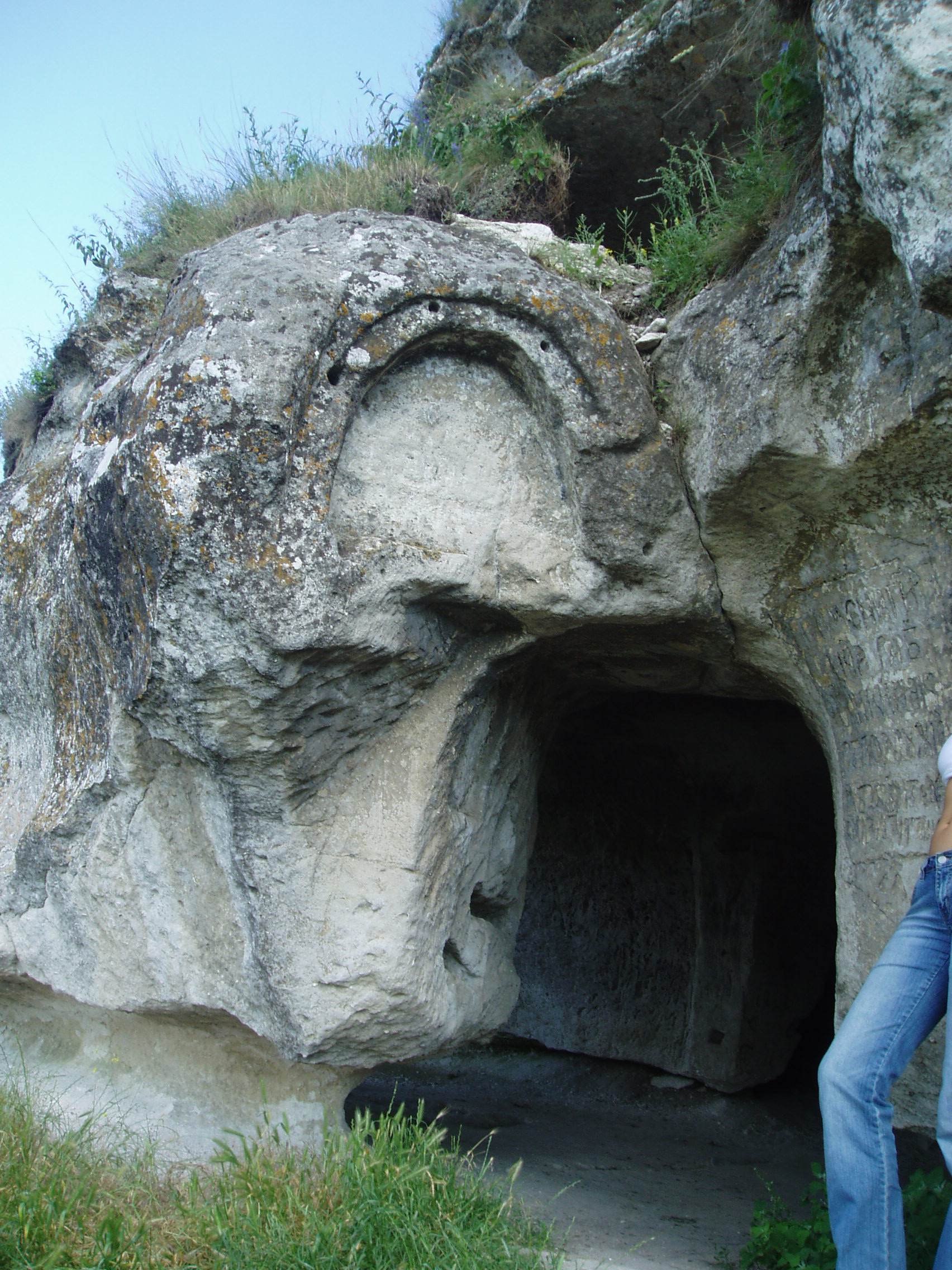
Wejście do jednego z klasztorów

Większość monasterów pozostawała czynna do 1816, gdy wskutek konfliktu z miejscowymi właścicielami ziemskimi mnisi opuścili je i przenieśli się do innych prawosławnych centrów monastycyzmu w Besarabii. W latach 1820–1821 mieszkańcy Butuceni zaczęli korzystać z dawnych cerkwi monasterskich jako ze świątyń parafialnych. W tej sytuacji między cerkwią w klasztorze Peșteri a Butuceni poprowadzono tunel. W 1890 zbudowano monasterską dzwonnicę, zaś w 1905 (według innego źródła – 1904) na potrzeby miejscowej ludności wzniesiono naziemną cerkiew Wniebowstąpienia Pańskiego, która pozostawała czynna do 1944 (lub 1946). Z cerkwi skalnej korzystano do 1944 jedynie okazjonalnie, a następnie została ona całkowicie porzucona. Opuszczona do 1996, została ponownie poświęcona w 1996, gdy grupa mnichów powróciła do opuszczonego monasteru Peștere.